# Mutsuhiko Nomura
Mutsuhiko Nomura (født 10. februar 1940) er en tidligere japansk fodboldspiller.
Nomura var topscorer i den Japan Soccer League i 1965.